# Costa Rica ai Giochi della XXXII Olimpiade
La Costa Rica ha partecipato ai Giochi della XXXII Olimpiade, che si sono svolti a Tokyo, Giappone, dal 23 luglio all'8 agosto 2021 (inizialmente previsti dal 24 luglio al 9 agosto 2020 ma posticipati per la pandemia di COVID-19) con una delegazione di 14 atleti impegnati in 7 discipline.

## Delegazione
| Sport            | Uomini | Donne | Totale |
| ---------------- | ------ | ----- | ------ |
| Atletica leggera | 1      | 2     | 3      |
| Ciclismo         | 2      | 1     | 3      |
| Ginnastica       | -      | 1     | 1      |
| Judo             | 1      | -     | 1      |
| Nuoto            | 1      | 1     | 2      |
| Surf             | 1      | 2     | 3      |
| Taekwondo        | -      | 1     | 1      |
| Totale           | 6      | 8     | 14     |

## Risultati

### Atletica leggera
Eventi su pista e strada
| Atleta          | Evento                   | Batteria  | Batteria  | Semifinale      | Semifinale      | Finale          | Finale          |
| Atleta          | Evento                   | Risultato | Posizione | Risultato       | Posizione       | Risultato       | Posizione       |
| --------------- | ------------------------ | --------- | --------- | --------------- | --------------- | --------------- | --------------- |
| Gerald Drummond | 400 m ostacoli maschili  | 49"92     | 7º        | Non qualificato | Non qualificato | Non qualificato | Non qualificato |
| Andrea Vargas   | 100 m ostacoli femminili | 12"71     | 1ª Q      | 12"69           | 3ª              | Non qualificata | Non qualificata |
| Noelia Vargas   | Marcia 20 km femminile   | N.D.      | N.D.      | N.D.            | N.D.            | 1h35'07"        | 21ª             |

### Ciclismo

#### Ciclismo su strada
| Atleta            | Evento                   | Tempo   | Posizione |
| ----------------- | ------------------------ | ------- | --------- |
| Andrey Amador     | Corsa in linea maschile  | 6h21'6" | 68º       |
| María José Vargas | Corsa in linea femminile | DNF     | DNF       |

#### BMX
| Atleta         | Evento             | Classificazione | Classificazione | Classificazione | Classificazione | Finale  | Finale  | Finale   | Finale    |
| Atleta         | Evento             | Prova 1         | Prova 2         | Media           | Posizione       | Prova 1 | Prova 2 | Migliore | Posizione |
| -------------- | ------------------ | --------------- | --------------- | --------------- | --------------- | ------- | ------- | -------- | --------- |
| Kenneth Tencio | Freestyle maschile | 75,20           | 84,40           | 79,80           | 6º              | 84,20   | 90,50   | 90,50    | 4º        |

### Ginnastica

#### Ginnastica artistica
| Atleta           | Evento                         | Qualificazione | Qualificazione | Qualificazione | Qualificazione | Qualificazione | Qualificazione | Finale          | Finale          | Finale          | Finale          | Finale          | Finale          |
| Atleta           | Evento                         | Attrezzo       | Attrezzo       | Attrezzo       | Attrezzo       | Totale         | Pos.           | Attrezzo        | Attrezzo        | Attrezzo        | Attrezzo        | Totale          | Pos.            |
| Atleta           | Evento                         | CL             | V              | T              | P              | Totale         | Pos.           | CL              | V               | T               | P               | Totale          | Pos.            |
| ---------------- | ------------------------------ | -------------- | -------------- | -------------- | -------------- | -------------- | -------------- | --------------- | --------------- | --------------- | --------------- | --------------- | --------------- |
| Luciana Alvarado | Concorso individuale femminile | 12.166         | 13.433         | 12.966         | 12,741         | 51.306         | 51ª            | Non qualificata | Non qualificata | Non qualificata | Non qualificata | Non qualificata | Non qualificata |

### Nuoto
| Atleta          | Evento                       | Batterie | Batterie  | Semifinali      | Semifinali      | Finale          | Finale          |
| Atleta          | Evento                       | Tempo    | Posizione | Tempo           | Posizione       | Tempo           | Posizione       |
| --------------- | ---------------------------- | -------- | --------- | --------------- | --------------- | --------------- | --------------- |
| Arnoldo Herrera | 200 m rana maschili          | 2'20"09  | 38º       | Non qualificato | Non qualificato | Non qualificato | Non qualificato |
| Beatriz Padrón  | 200 m stile libero femminili | 2'04"56  | 25ª       | Non qualificata | Non qualificata | Non qualificata | Non qualificata |